# Sławomir Hajos
Sławomir Paweł Hajos (ur. 29 października 1963 w Zawoi) – polski polityk, samorządowiec i strażak, w PRL działacz opozycji antykomunistycznej, poseł na Sejm VIII kadencji.

## Życiorys
Uzyskał wykształcenie średnie policealne, w 1993 ukończył Szkołę Aspirantów Pożarnictwa w Krakowie. W czasach szkolnych organizował akcje sprzeciwu wobec komunistycznych władz wśród uczniów Liceum Ogólnokształcącego w Suchej Beskidzkiej: w 1980 zaangażował się w akcję wieszania krzyży w szkole, a na przełomie 1981 i 1982 – w proteście przeciwko wprowadzeniu stanu wojennego – w akcję noszenia w klapach mundurków odznak „Element antysocjalistyczny” oraz bojkot studniówki. Od 1985 kolportował publikacje i prasę podziemną, a także koordynował akcje rozprowadzania ulotek i malowania napisów w miejscach publicznych. W 1988 samodzielnie przygotował i wprowadził w obieg dwa numery lokalnego pisma zawojskiej NSZZ „Solidarność” pt. „Jutrzenka”. Uczestniczył także w solidarnościowych manifestacjach i uroczystościach w Małopolsce.
Od 1982 do 1983 był pracownikiem Przedsiębiorstwa Robót Górniczych Katowice w KWK „Lenin” w Mysłowicach. W latach 1984–1986 odbył zastępczą służbę wojskową w Zawodowej Straży Pożarnej w Bielsku-Białej i Suchej Beskidzkiej, po czym do 1986 pracował w ZSP w Suchej Beskidzkiej. W kwietniu 1989 zaangażował się w działalność lokalnego Komitetu Obywatelskiego, m.in. koordynując w regionie kampanie wyborcze kandydatów KO. Podejmował następnie prace dorywcze na terenie Niemiec i Austrii, a następnie powrócił do pracy w straży pożarnej w Bielsku Białej (1993–1995), Wadowicach (1995–1998) i Suchej Beskidzkiej (od 1998). Awansował do stopnia aspiranta sztabowego, został dyżurnym operacyjnym w powiecie suskim. Przeszedł później na emeryturę. Został prezesem Wspólnoty Gruntowej i Leśnej w Zawoi.
W wyborach samorządowych w 1998 bezskutecznie ubiegał się o mandat radnego powiatu suskiego z listy Unii Wolności. Zaangażował się w działalność polityczną w ramach Prawa i Sprawiedliwości. W wyborach w 2010 został wybrany do rady powiatu z listy PiS. W wyborach parlamentarnych w 2011 bezskutecznie ubiegał się o mandat posła, zdobywając 2588 głosów. W 2014 odnowił mandat radnego, w grudniu tego samego roku wszedł także w skład zarządu powiatu. W 2015 ponownie kandydował do Sejmu w okręgu chrzanowskim, otrzymując 2734 głosy, co przełożyło się na 6. miejsce wśród kandydatów PiS, które otrzymało w tym okręgu 5 mandatów. W 2016 znalazł się w zarządzie chrzanowskiego okręgu partii. W październiku 2018 w kolejnych wyborach samorządowych odnowił mandat radnego. W listopadzie tegoż roku objął mandat posła po wybranym na burmistrza Myślenic Jarosławie Szlachetce. W wyborach w 2019 nie uzyskał poselskiej reelekcji. W 2023 ponownie wystartował z ramienia PiS do Sejmu. W 2024 kolejny raz uzyskał mandat radnego powiatu, a następnie wszedł w skład jego zarządu.

## Odznaczenia
W 2009 otrzymał Brązową Odznakę „Zasłużony dla Ochrony Przeciwpożarowej”. W 2011 wyróżniony Złotym Medalem „Za Zasługi dla Pożarnictwa”.